# 린허구

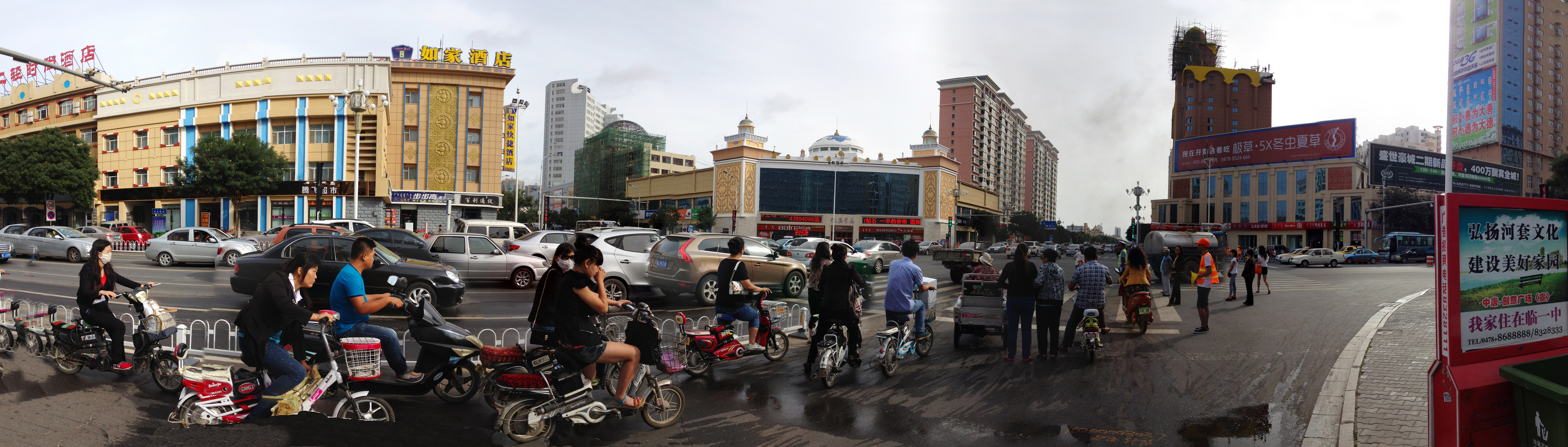

린허구(한국어: 임하구, 중국어: 临河区, 병음: Línhé Qū)는 내몽골 자치구 바옌나오얼 시의 현급 행정구역이다. 넓이는 2354km2이고, 인구는 2007년 기준으로 550,000명이다. 황하가 굽어지는 곳이자 랑산의 남동쪽에 위치한다.

## 행정 구역
10개 가도, 7개 진을 관할한다.
- 가도: 团结街道, 车站街道, 先锋街道, 解放街道, 新华街道, 东环街道, 铁南街道, 西环街道, 北环街道, 曙光街道.
- 진: 狼山镇, 新华镇, 干召庙镇, 乌兰图克镇, 双河镇, 城关镇, 白脑包镇.